# 朝日年鑑
朝日年鑑（あさひねんかん）は、朝日新聞社が1925年から2000年まで発行した年鑑・統計本である。

## 概要
日本と世界の各団体が取った様々な統計データをまとめて掲載したほか、別冊「キーパーソン」（人名録）では国会議員、著名人、企業の住所録などが掲載されていた。長らく『読売年鑑』（読売新聞社刊行、1949年～）とともに総合年鑑として知られていたが、後発の『読売年鑑』がデータ量を充実させていく中で次第に売上・内容ともその後塵を拝するようになった。2000年には「キーパーソン」等別冊を廃止しデータ量を縮減、箱入りを改め軽装丁とし価格を下げた新版を発刊し攻勢に出たものの、内容が薄くなったことが影響しかえって大きく売上を減らし、同年を最後に休刊となった。
また、巻末には各企業の広告が掲載され、主にテレビ朝日などANN系列の放送局各社の広告が毎年掲載されていた。他に、東海ラジオ放送（中日新聞グループ。NRN系列）の広告も朝日新聞社が資本に関わっている関係で毎年掲載されていた。

## 小・中学生向けの関連誌
関連誌として小・中学生向けの年鑑・統計本「朝日ジュニア学習年鑑」（朝日新聞出版刊行、2005年～）がある。1949年に「少年朝日年鑑」として創刊され、以後表題・体裁等の変更はあったが毎年発刊されている。これに対抗し一方の読売新聞社も「少年読売年鑑」（1971年～1976年）「読売中学生年鑑」（1977年）「読売少年少女年鑑」（1978年）「読売少年少女社会科年鑑」（1979年～1980年）を発行したが、現在読売版の小・中学生向け年鑑・統計本は発刊されていない。

### 前身誌
- 「朝日学習年鑑」（2000年～2004年）

#### 社会科・統計
- 「少年朝日年鑑」（1949年～1987年）
- 「ジュニア朝日年鑑・社会」（1988年～2000年）

#### 理科・統計
- 「朝日少年少女理科年鑑」（1971年～1983年）
- 「少年朝日年鑑・理科」（1984年～1988年）
- 「ジュニア朝日年鑑・理科」（1989年～1992年）
- 「朝日ファミリー理科年鑑」（1993年～1994年）